# Gewoon uitbreekkogeltje
Het bremuitbreekkogeltje (Diaporthe eres) is een schimmel in de familie Diaporthaceae. Het leeft saprotroof op dood loofhout.

## Verspreiding
In Nederland komt het matig algemeen voor.